# Microdot

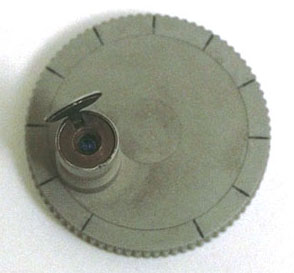
Mark IV, strumento per la lettura di microdot

Un microdot è un testo o un'immagine che viene considerevolmente ridotta per nascondere l'informazione da destinatari inconsapevoli. I microdot normalmente sono circolari con un diametro di circa un millimetro ma possono essere di varie forme e dimensioni, oltre che a esser realizzati con vari materiali come poliestere e metallo. Il nome deriva dal fatto che i microdot spesso avevano la dimensione e la forma di un punto tipografico. Erano spesso nascosti sotto forma di punto di fine periodo o come punto sulle lettere i e j. I Microdot rappresentano un approccio steganografico alla protezione dei messaggi.

## Storia
Nel 1870 durante la Guerra franco-prussiana, Parigi era sotto assedio e i messaggi venivano inviati mediante piccioni viaggiatori. Un fotografo parigino René Dagron utilizzò una tecnica fotografica di restringimento per permettere ad ogni piccione di trasportare un elevato volume di messaggi. Tuttavia, le immagini non erano così piccole come i moderni microdot.
Un'applicazione più recente dei microdot venne effettuata nella seconda guerra mondiale a fini steganografici. Venne inoltre usata anche successivamente in molti paesi per passare messaggi attraverso canali postali insicuri. La tecnica prevedeva l'utilizzo di tinture di anilina, mentre poi successivamente di strati di alogenuro d'argento, in quanto quest'ultimo era ancora più difficile da trovare. Come in molti altri casi della storia dello spionaggio anche sulla paternità della tecnica c'è una controversia. Il tedesco Walter Zapp è ritenuto da alcuni l'inventore della tecnica, e un punto a suo favore è che un kit spia della seconda guerra mondiale viene chiamato Attrezzatura Zapp. Allo stesso tempo, altri affermano che anche Emanuel Goldberg abbia inventato la tecnica.
I microdot furono adoperati dall'intelligence tedesca durante la Seconda Guerra Mondiale, e furono scoperti per la prima volta dall'FBI nel 1941 grazie a un informatore anonimo. 
Gli ispettori della posta britannici si riferivano ai microdot con il nome "duff", dato che erano distribuiti come l'uva passa all'interno del budino di grasso chiamato "plum duff".